# Велика Солтанівка
Вели́ка Солта́нівка — село у Фастівському районі Київської області. Населення — близько 700 жителів.

## Історія
Форпост Київського князівства Солтанів входив в оборонне коло городця Плесков (нині село Плесецьке).
23 березня 1590 року в урочищі Соловіївецькому на річці Стугні в землі Київській вперше згадано місто Солтанів. Але 24 квітня 1600 року в декреті між інстикгатором Русияном та Солтаном Солтанівку згадано як село. 1607 року Іван Солтан позивався до Богдана Халаїма в справі про безправне наслання підданими з села Соловієвич, прозваних Малою Солтанівкою, під маєтність Солтанівку і викрадення там свиней підданих. Знову згадується як місто з 1613 року. Тоді дідичне місто Солтаново і ліси Солов'євицькі пана Яна Солтана пограбували мешканці Гуляник, що належали Яну Аксаку. В 1618 році в Солтанівці Ян Чернишевський забрав товар у підданого ржищівського. У травні 1623 року пани Лісовські та Чернишевські позивалися до Кирилка Солтана через вибиття їх і відняття від них містечка Солтанівки, земель солтанівських і села Соловієвич всупереч приятельським угодам. І вже 1624 року підданий солтанівський Кирила Солтана забрав волів у селі Криве Теодора Тиші Биковського. 1636 року Солтани продали Солтанівку та Соловіївку Стефану Аксаку.
1649 року тут існував Солтанівський козацький курінь. 1761 року на мешканців Солтанівки Івана та Павла Осадченків напали гайдамаки на чолі з Іваном Стрижевським. 1768-го в Солтанівку завітали гайдамаки на чолі з Яковом Довгошиєнком.
Метричні книги, клірові відомості, сповідні розписи церкви св. Михаїла с. Велика Солтанівка XVIII ст. — Київського воєв., з 1795 р. Васильківського пов. Київського нам., з 1797 р. Васильківського пов. Київської губ.; ХІХ ст. — Ксаверівської (Мотовилівської) волості Васильківського повіту Київської губернії зберігаються в ЦДІАК України.

## Населення

### Мова
Розподіл населення за рідною мовою за даними перепису 2001 року:
| Мова            | Кількість | Відсоток |
| --------------- | --------- | -------- |
| українська      | 679       | 95.23%   |
| російська       | 28        | 3.93%    |
| румунська       | 3         | 0.42%    |
| білоруська      | 1         | 0.14%    |
| угорська        | 1         | 0.14%    |
| інші/не вказали | 1         | 0.14%    |
| Усього          | 713       | 100%     |

## Пам'ятки
На території Великосолтанівської сільської ради знаходиться Омелькова гора — ботанічна пам'ятка природи місцевого значення.

## Галерея

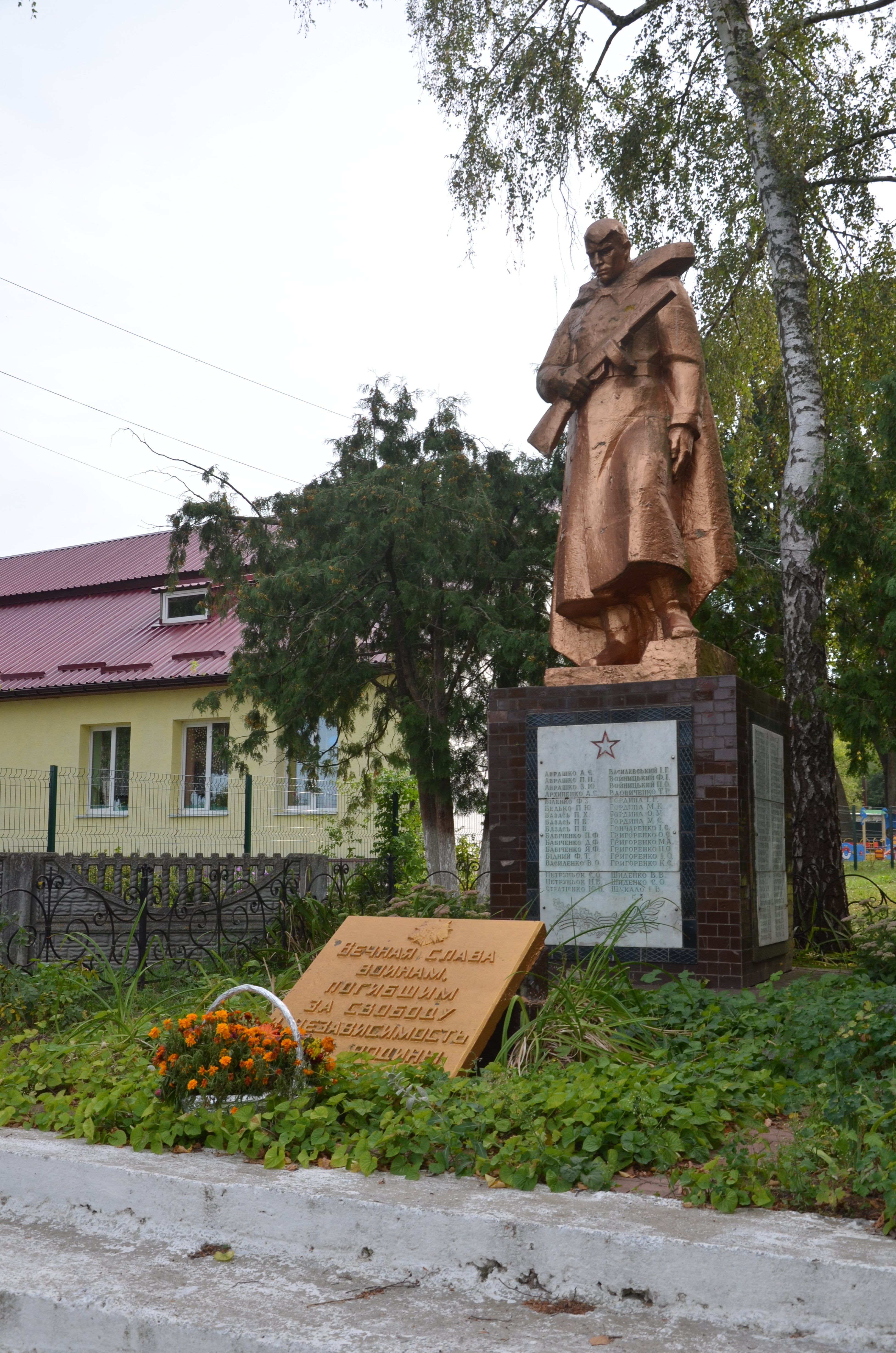
Пам'ятник воїнам-односельцям, які загинули в роки Великої Вітчизняної війни
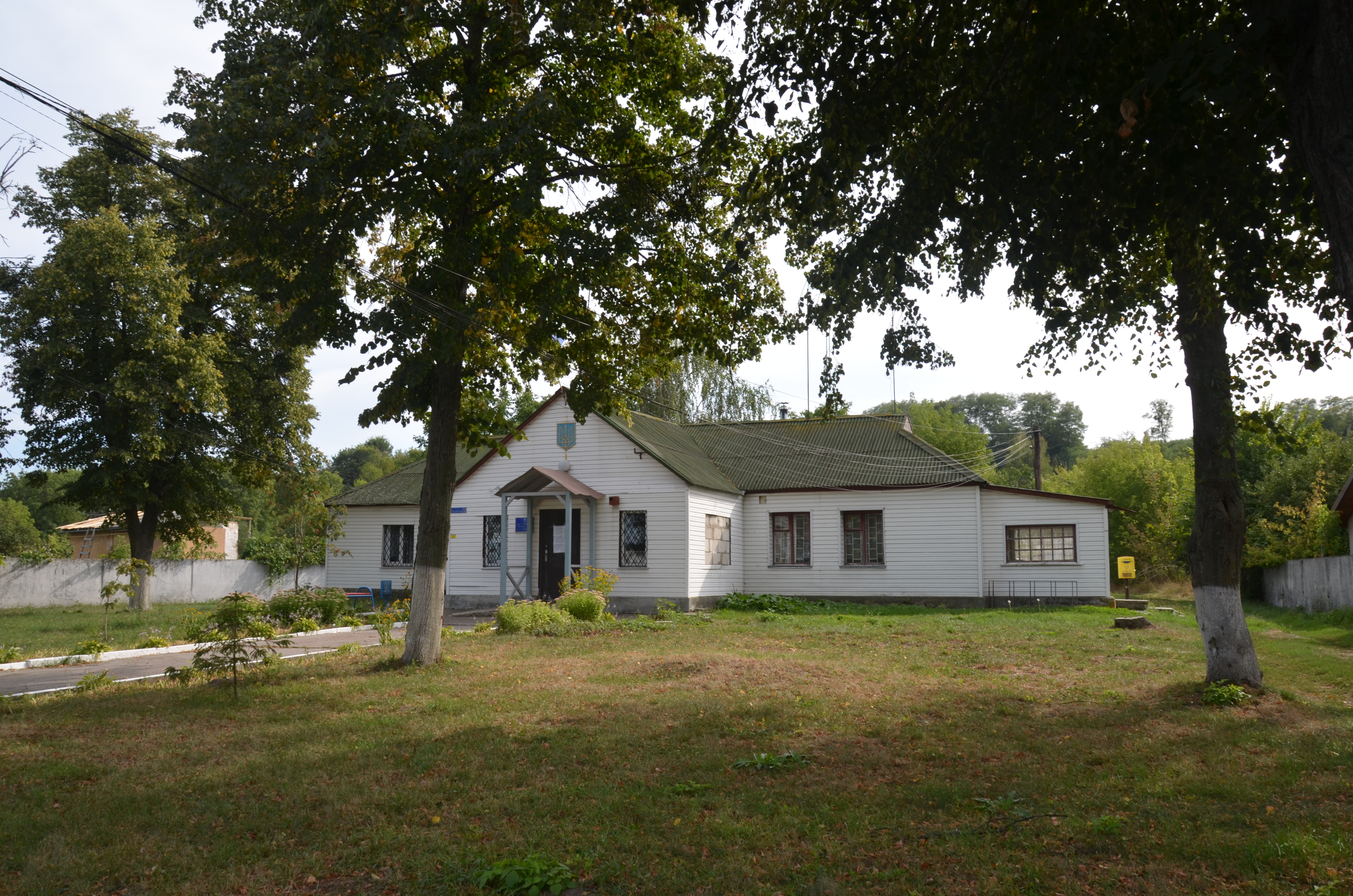
Великосолтанівська сільська рада
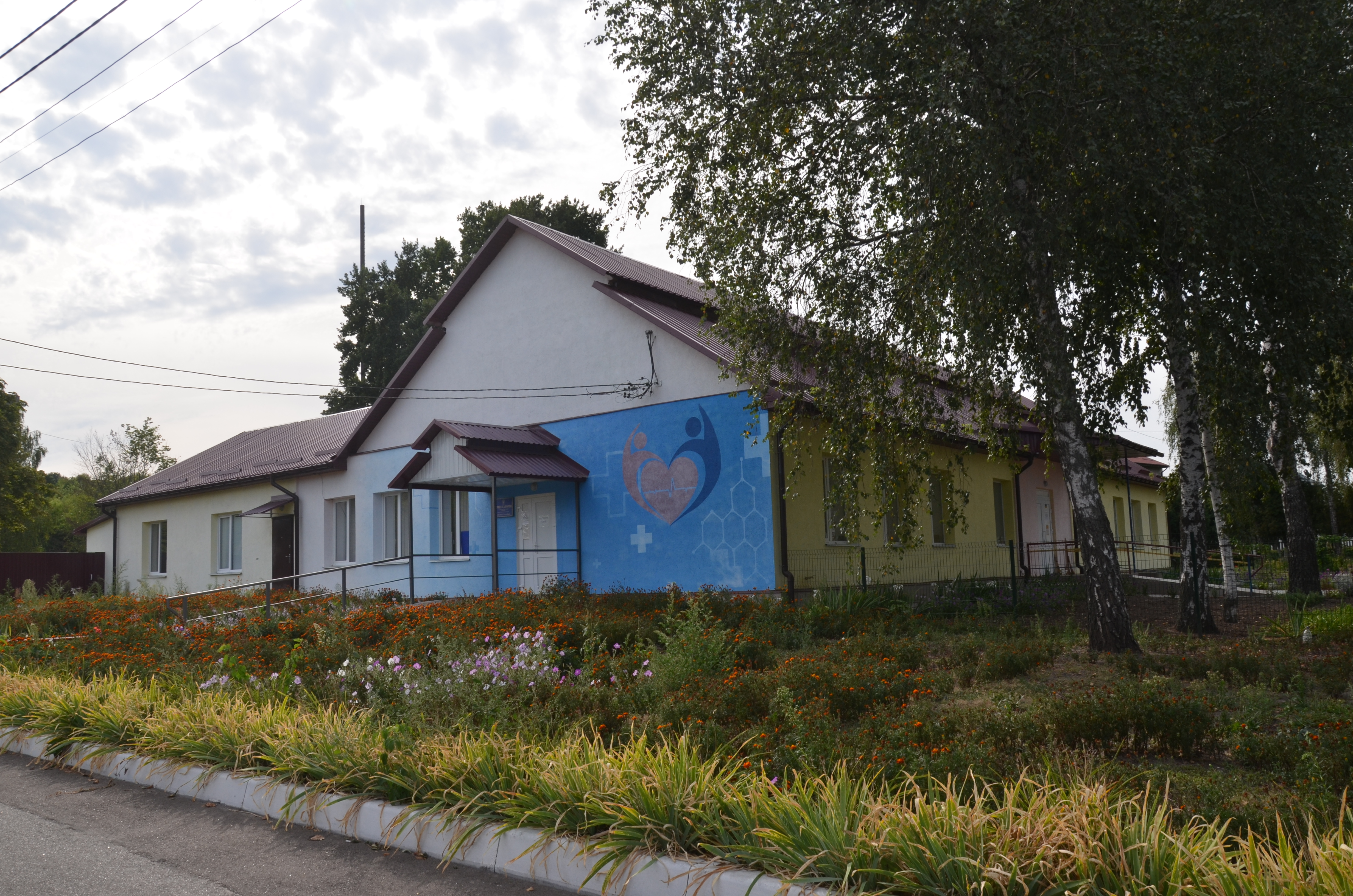
Лікарня, Велика Солтанівка
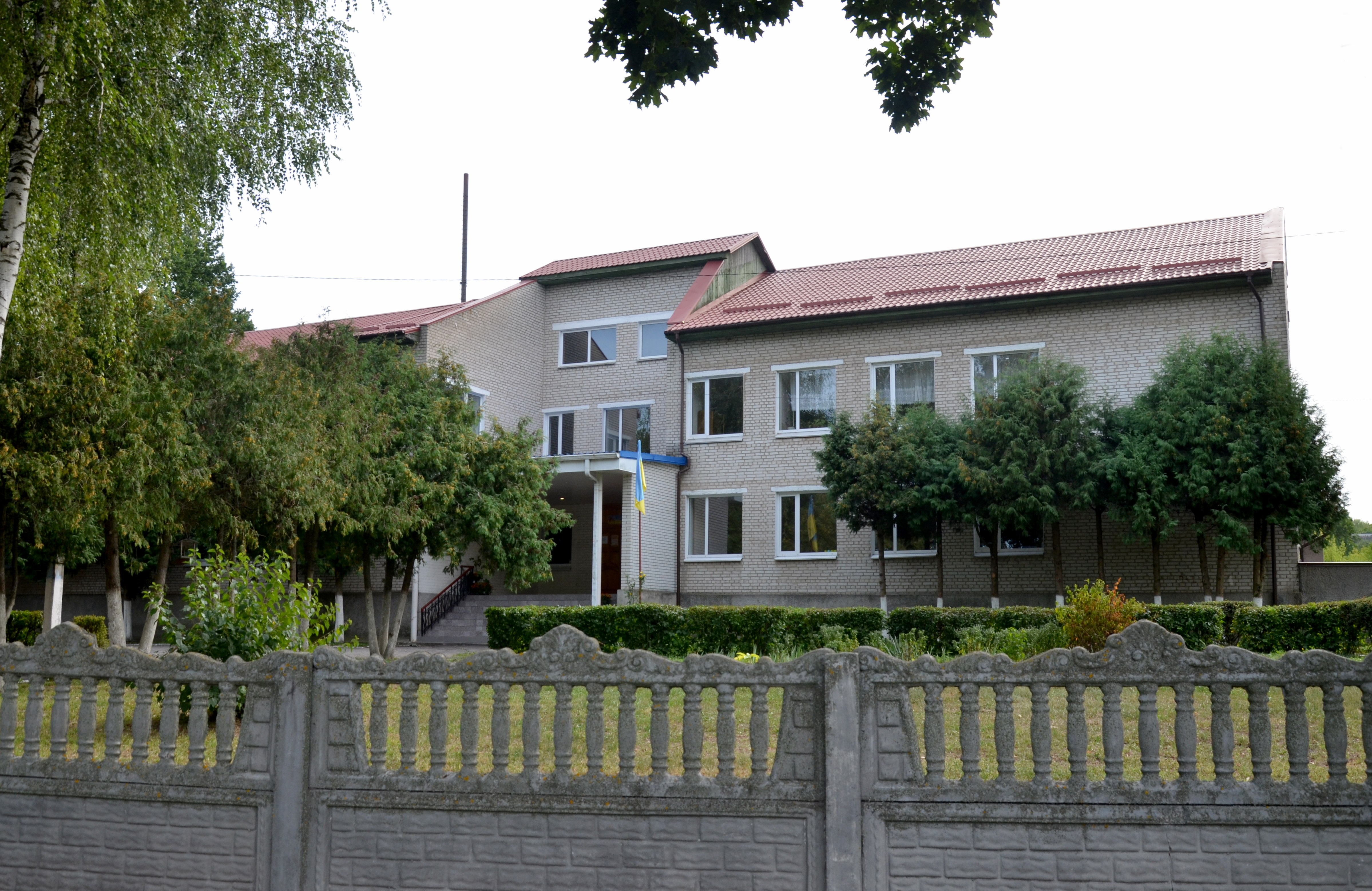
Школа, Велика Солтанівка
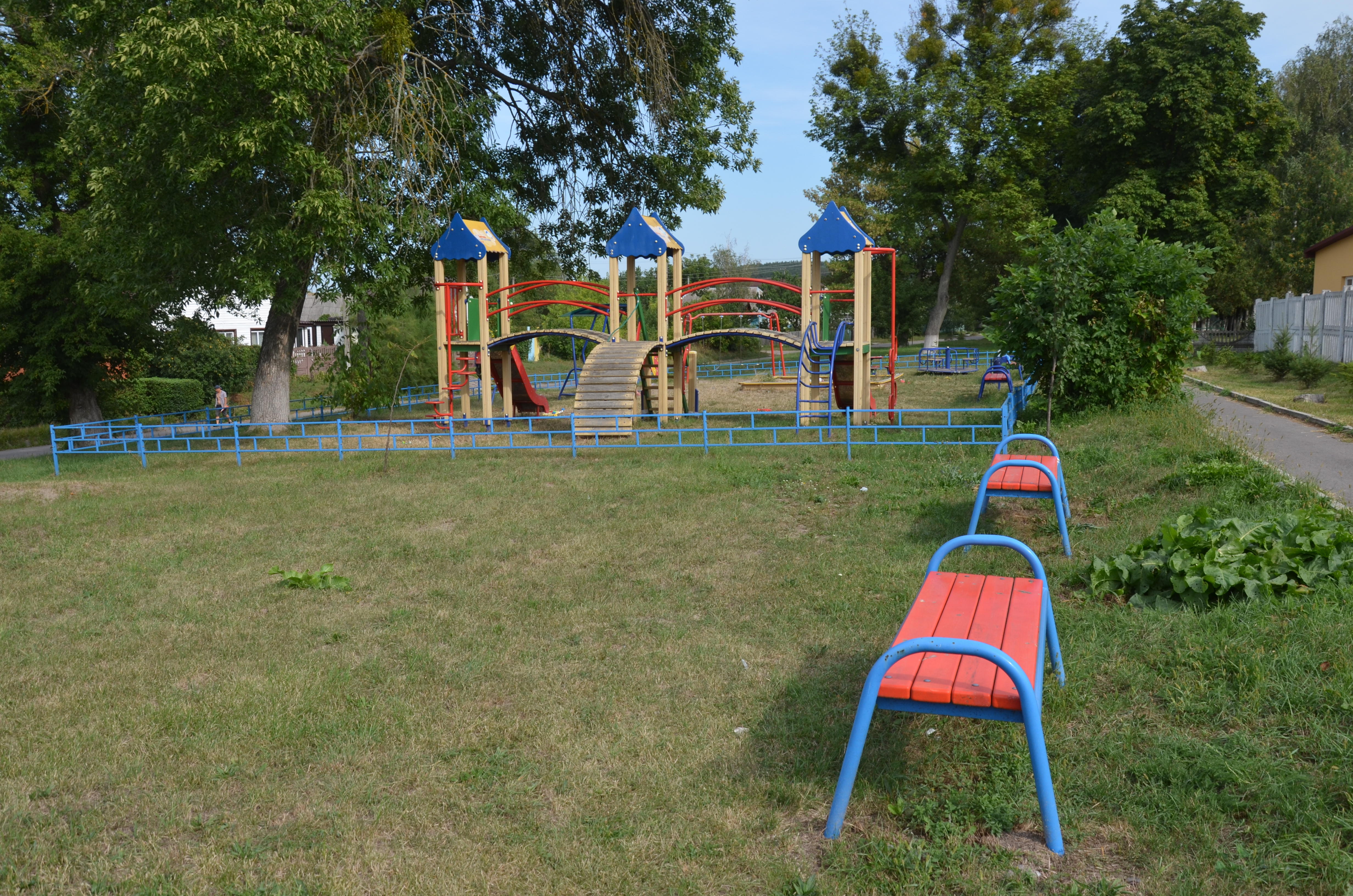
Дитячий майданчик, Велика Солтанівка
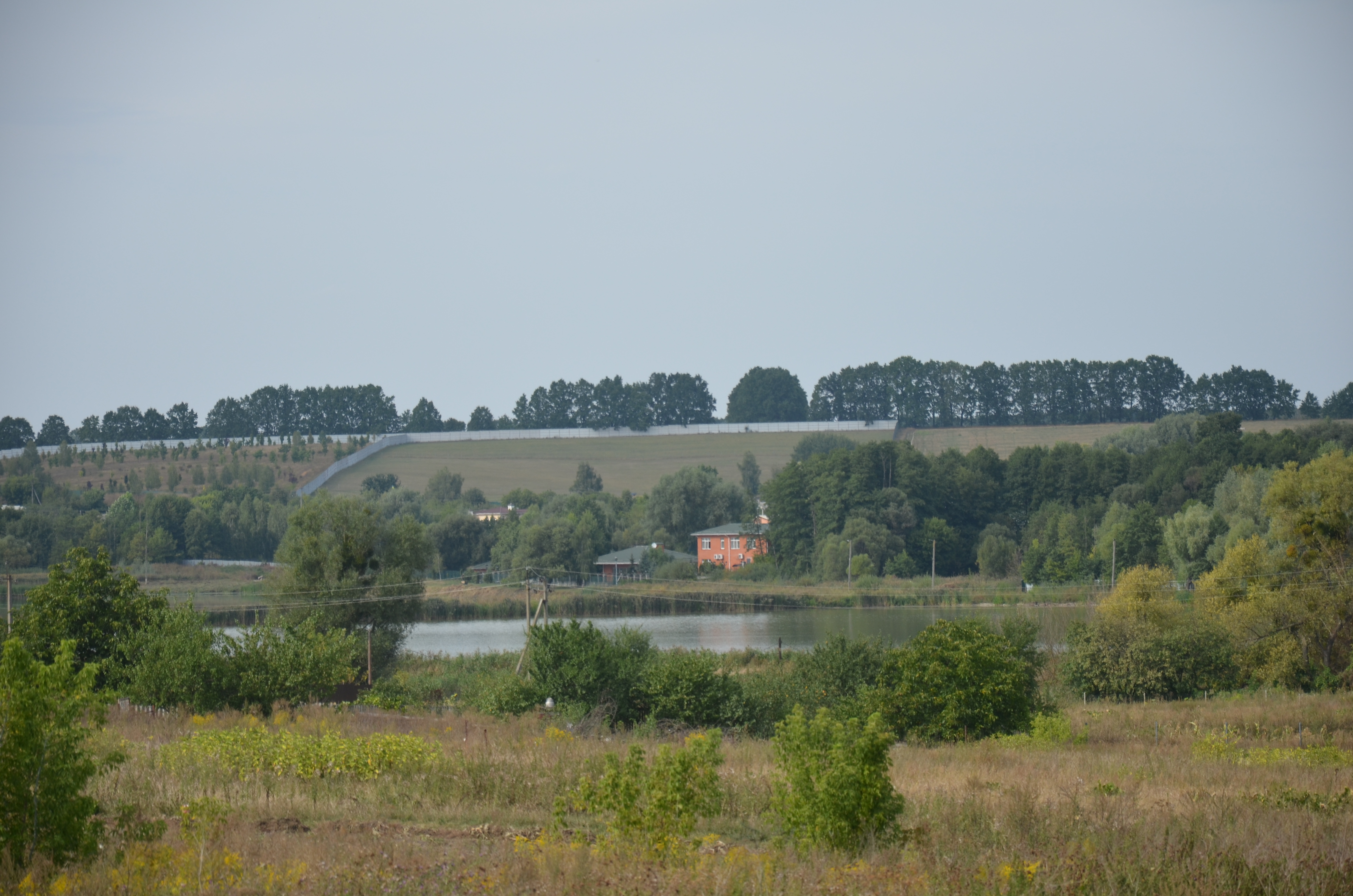
Стугна в селі Велика Солтанівка
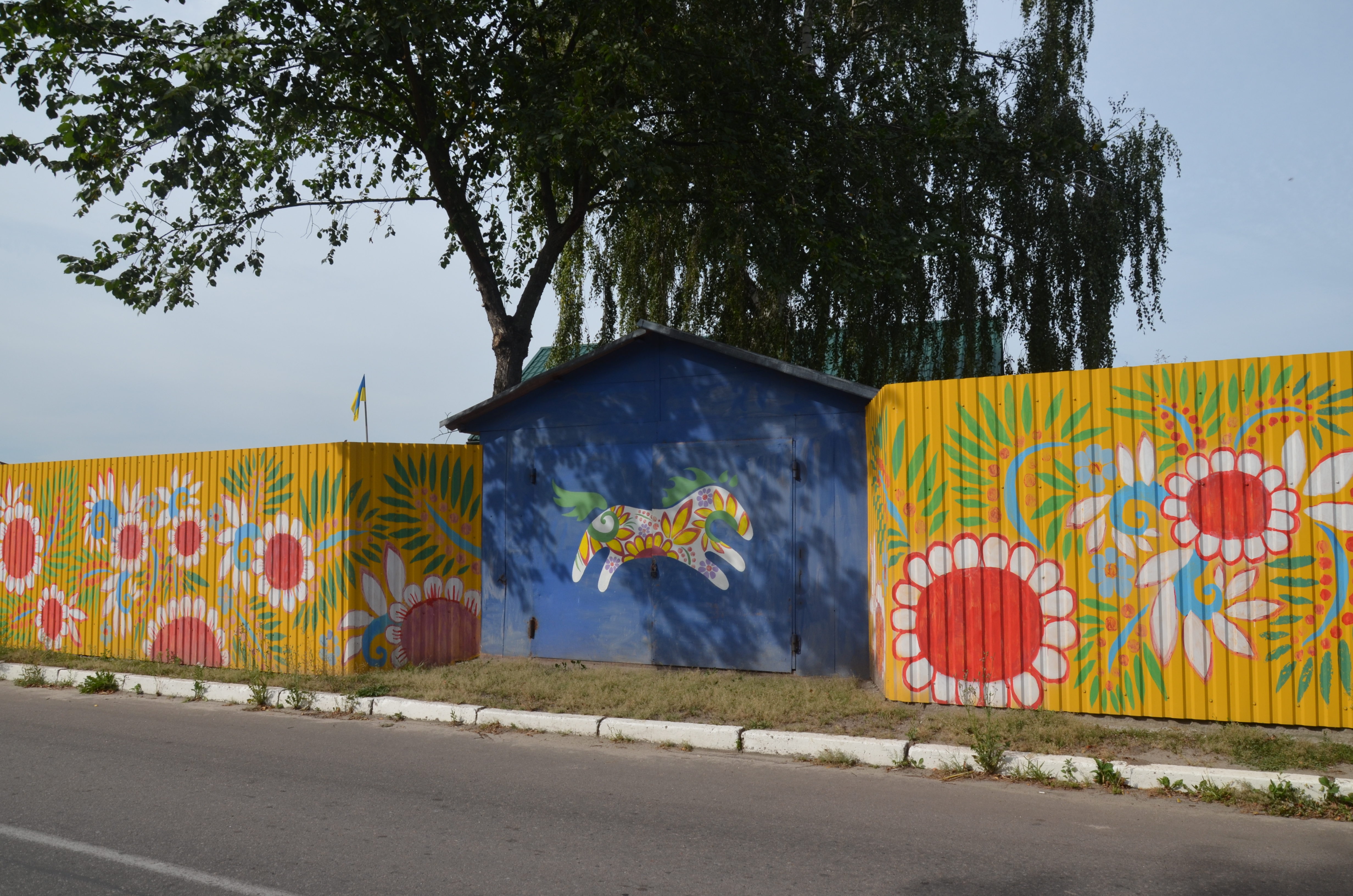
Паркан в селі Велика Солтанівка
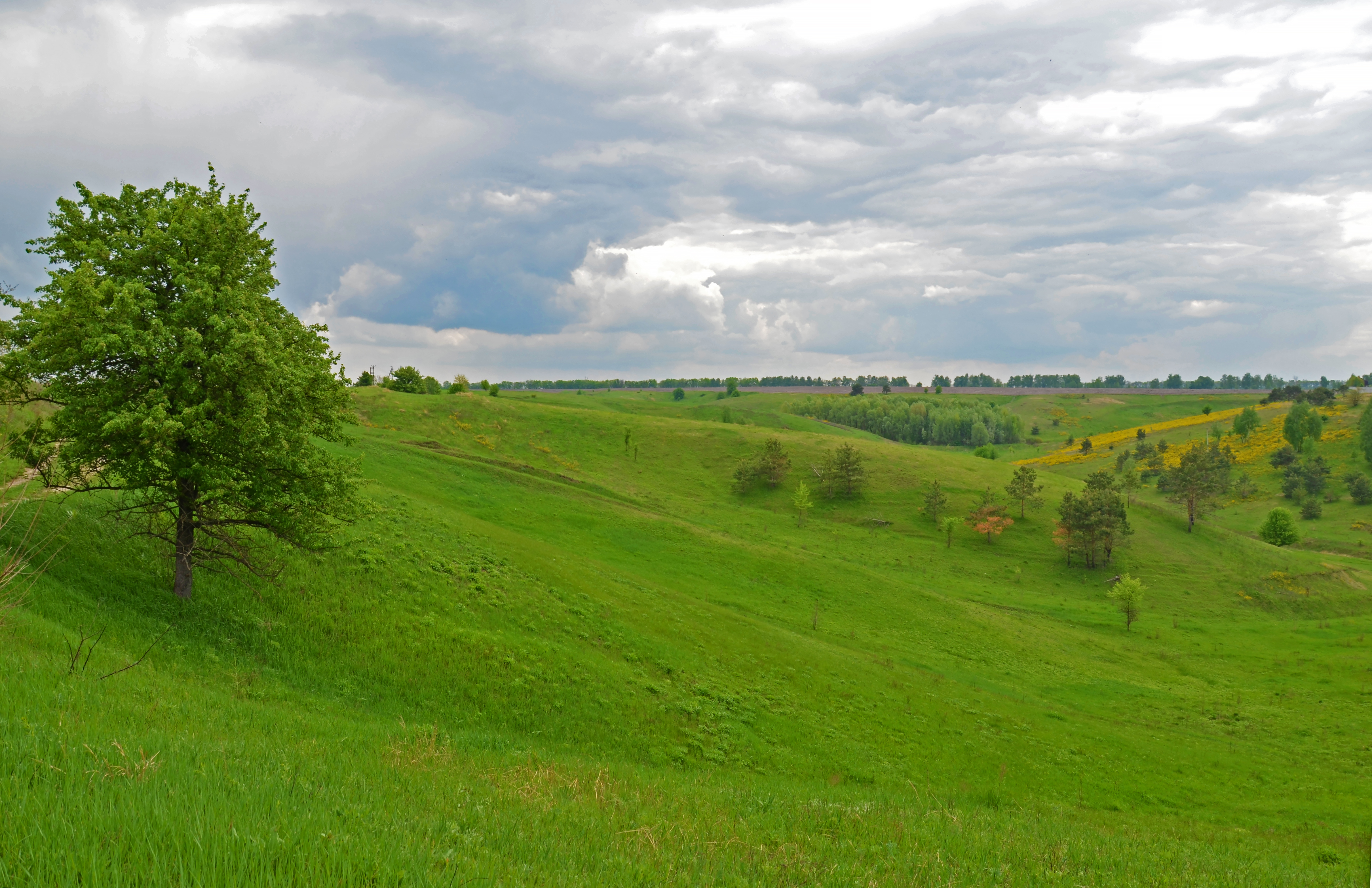
Омелькова гора, пам'ятка природи ботанічна, село Велика Солтанівка